# Astragalus palibinii
Astragalus palibinii är en ärtväxtart som beskrevs av Antonina Vasilievna Polozhij. Astragalus palibinii ingår i släktet vedlar, och familjen ärtväxter. Inga underarter finns listade i Catalogue of Life.